# Zdenka Braunerová
Zdislava Rosalina Augusta Braunerová, poznatija pod nadimkom Zdenka, češka krajobrazna slikarica, ilustratorica i grafičarka, likovna kroničarka rodnog Praga i Pariza te pejzašistica češkog seoskog krajobrazba, napose onog uz tok rijeke Vltave. Školovala se u Parizu, gdje je i izlagala u sklopu Pariškog salona, ali i Rudolfinuma. Prijateljevala s Rodinom, koji je na njezin poziv 1902. godine posjetio Bohemiju i Moravsku te Claudelom, koji je tih godina bio veleposlanikom u Pragu.